# València Club de Futbol
|  | No s'ha de confondre amb Valencia Fútbol Club o Valencia Football Club. |

El València Club de Futbol és un club de futbol amb seu en València i l'entitat esportiva més important del País Valencià. Fou fundat el 1919 a València i juga a la Primera Divisió. El seu estadi és Mestalla, amb una capacitat de 55.000 espectadors.
Té 65.000 socis, i més de 700 penyes, la qual cosa el converteix en el tercer club de l'Estat espanyol en número de socis i penyes. A més, el València CF és el tercer club de futbol en percentatge quant a simpatitzants a l'Estat espanyol (5,3%), únicament darrere de Reial Madrid (32,8%) i FC Barcelona (25,7%). En la classificació històrica de la LFP, el València CF ocupa el 4t lloc. Així mateix, compta amb 6 títols de Lliga, 8 Copes, 1 Supercopa espanyola; i en l'àmbit europeu amb 6 títols, 1 Copa de la UEFA, 2 Copes de Fires, 1 Recopa d'Europa i 2 Supercopes d'Europa, així és el tercer club de la lliga espanyola amb major número de victòries, així com partits disputats en totes les competicions europees organitzades per la UEFA per darrere de Reial Madrid i FC Barcelona.
L'any 2005 va entrar al Top 20 dels clubs de futbol més rics del món, directament al 19é lloc, amb uns ingressos de 90,6 milions d'euros. El 2007 un nou estudi el situava el 18é amb una facturació de 107,6 milions d'euros. El 2014, després d'una crisi econòmica i social a dins del club, era el 23é club més ric d'Europa, el quart de la lliga espanyola per darrere del Reial Madrid, FC Barcelona i Atlètic de Madrid.

## Història
El València CF es va fundar el 1919, amb el nom de Valencia Foot-ball Club, i baix la batuta del seu primer president, Octavio Augusto Milego. El seu mandat representa la primera etapa com a club fins a final de 1922.

Per aquell temps el València era un club modest, però gràcies a l'esperit de la seua gent mantenia una enorme il·lusió per demostrar que arribaria a ser un dels grans clubs de futbol.

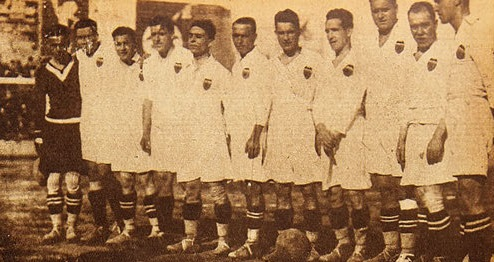
Plantilla del València CF l'any 1927.

L'any 1928-1929 es va crear la Lliga Espanyola de Futbol. Esta, al seu torn, es va dividir en dues categories, la mínima i la màxima, primera divisió i segona divisió respectivament. El València CF va quedar enquadrat en la de menor prestigi en perdre el lloc davant el Racing de Santander, però la temporada 1931-1932 ascendiria a la divisió d'honor. En aquell temps, el president del València era Juan Giménez Cánovas.
El 1934 el València arribà a la final de Copa, però fou derrotat pel Reial Madrid a la final, que es va jugar el 6 de març a l'Estadi de Montjuïc de Barcelona. El resultat va ser d'1 a 2 favorable als castellans. El gol obtingut per Vilanova no va servir per a frenar els blancs, que van remuntar amb dos gols més tard.
Anys després, el 1941 i amb Lluís Casanova Giner com a president de l'entitat, el València obtenia el seu primer títol coper en guanyar el RCD Espanyol a Chamartín i amb el resultat de 3-1, gols de Mundo i Asensi. Els mítics Mundo, Asensi, Gorostiza i Amadeo es rescabalaven de la desfeta del 1934. Sens dubte, un dels presidents que més va influir en la bona ratxa del club va ser Lluís Casanova, qui va donar nom al mític i rescabalat estadi Lluís Casanova, que en l'actualitat es diu Camp de Mestalla.

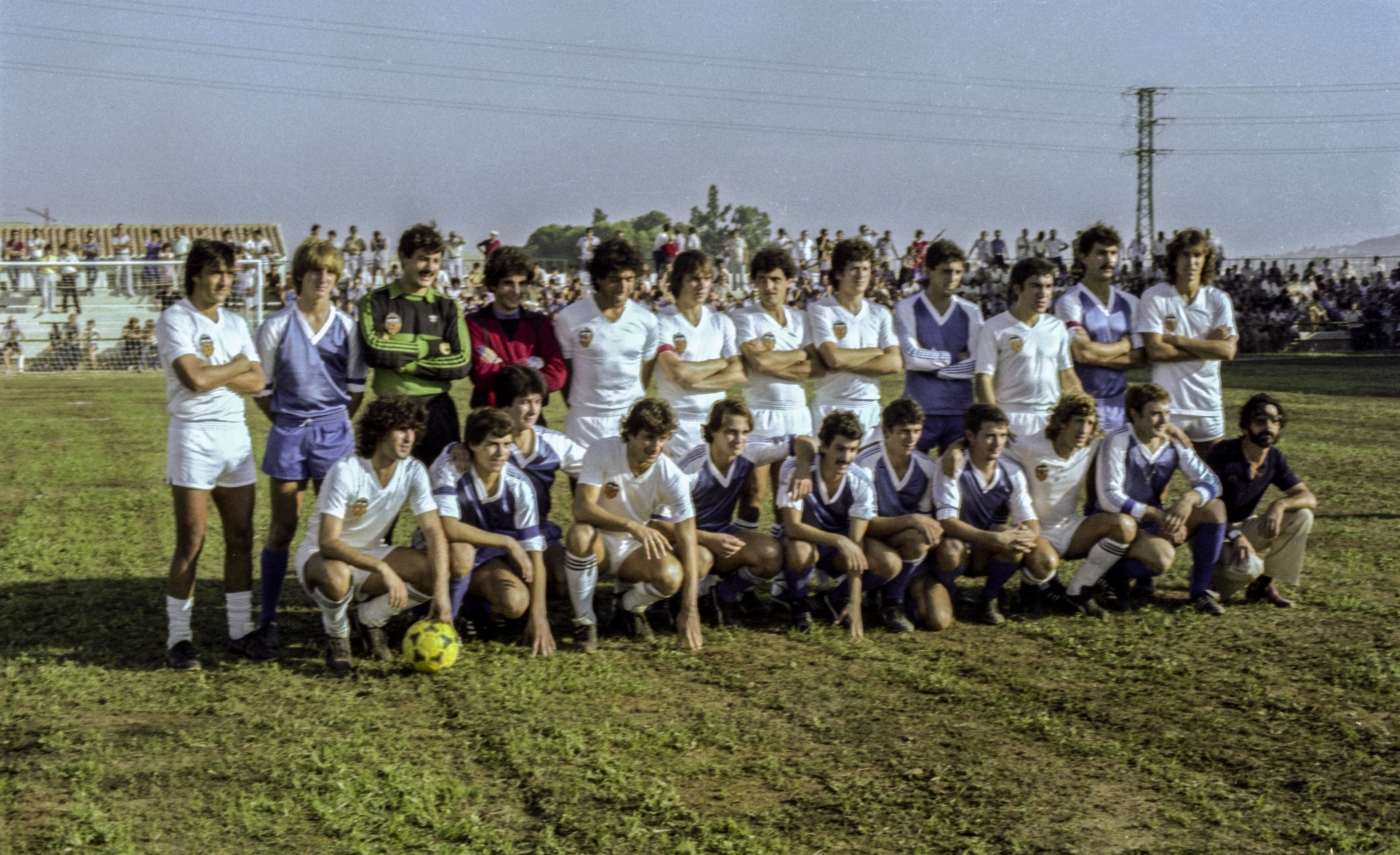
Plantilla del València CF inaugurant el Camp de la Forana (Alginet, 1980)

La Davantera elèctrica era el nom amb què es coneixia el conjunt de jugadors que van formar la davantera del València CF durant la major part dels anys 40. Estava formada per Epi (198 partits i 73 gols), Amadeo (217 partits i 74 gols), Mundo (208 partits i 191 gols), Asensi (308 partits i 33 gols) i Gorostiza (116 partits i 72 gols). Durant esta època el València CF va passar de ser un equip discret a un dels més temuts de la lliga. En esta dècada van guanyar tres títols de lliga (1941, 1943 i 1946), dos subcampionats (1948 i 1949), dos Copes del Rei (1941 i 1949) i tres subcampionats de copa (1944, 1945 i 1946).
Un dels títols més importants que figura en les vitrines del València va arribar l'any 1980. Es tracta de la Recopa d'Europa que va guanyar a l'estadi de Heysel a Brussel·les, el 14 de maig de 1980. Aquell partit disputadíssim que va enfrontar a València i l'Arsenal FC i que hagué de decidir-se en la tanda de penals, va tenir com a protagonista el porter Pereira, que va aturar el penal que donava el triomf al seu equip. Sota la batuta d'un pletòric Alfredo Di Stefano, el club valencianista escrivia una de les pàgines més brillants de la seua història.
A finals del segle XX i principis del XXI, el València (entre els anys 1998 i 2004) és recordat per fer tremolar Europa, ja que aquella generació de futbolistes, dirigits per Claudio Ranieri, Héctor Cúper i Rafa Benítez va realitzar grans actuacions a les competicions europees que li van valdre dos subcampionats de la Lliga de Campions en 2000 i 2001, una Copa de la UEFA en 2004 i una Supercopa d'Europa també en 2004. Així mateix, a nivell espanyol el València va guanyar la Copa del Rei el 1999, la Supercopa d'Espanya també el 1999, i dues lligues en 2002 i 2004.
Després de l'època daurada del conjunt merengot, l'equip va passar per una regeneració del planter, amb l'aparició de noves estrelles com David Villa, David Silva o Juan Mata, entre d'altres. Amb esta nova gran generació el València va aconseguir guanyar la Copa del Rei del 2008, tot i ser una temporada inestable i polèmica per la voluntat de l'entrenador, Ronald Koeman, d'apartar del primer equip a grans jugadors històrics valencianistes, com Albelda, Cañizares o Angulo. Paral·lelament, el club es va veure inclòs en una crisi econòmica, en part provocada per la desastrosa presidència de Juan Bautista Soler, el qual va endeutar l'entitat valencianista amb la seua decisió de construir el Nou Mestalla, les obres del qual van ser frenades l'any 2009.
El canvi a la dècada del 2010 no va solucionar els problemes econòmics del club, el qual va encaminar-se, inevitablement, amb l'endeutament amb Bankia i una forçosa venda l'any 2014 a l'empresari singapurès Peter Lim, president de Meriton Holdings Ltd. Des d'aleshores el club ha patit una situació d'inestabilitat constant, alternant bones temporades lligueres amb altres en què ha arribat a lluitar, fins i tot, per la permanència. L'any 2019 va ser el centenari del club i va venir acompanyat d'una temporada reeixida on l'equip, dirigit per Marcelino García Toral, va aconseguir la seua vuitena Copa del Rei. Tot i este triomf valencianista, el màxim mandatari, Peter Lim, va decidir destituir l'entrenador i el director esportiu, Mateu Alemany, a més de desfer-se d'algunes de les principals figures del planter, com Dani Parejo, Rodrigo Moreno, Ferran Torres, Geoffrey Kondogbia o Francis Coquelin, entre d'altres. Les últimes temporades han estat marcades per l'eixida de jugadors importants, com Carlos Soler o Gonçalo Guedes, i la pèrdua d'importància de l'equip a la lliga. Açò ha provocat que el club s'haja allunyat dels seus objectius històrics, com eren competir per títols i per accedir a competicions europees, per passar a lluitar per no baixar a segona divisió. No obstant, l'equip ha pogut mantenir alguns jugadors de renom, entre els quals destaca José Luís Gayà, actual capità del València CF.

## Símbols

### Uniforme
Originàriament l'uniforme constava de samarreta blanca, pantaló negre i calces del mateix color. Tot i que més endavant el color de pantaló i calces ha estat, variablement, blanc o negre.
- Uniforme titular: Samarreta blanca amb detalls negres i taronges, pantaló negre, calces blanques.
- Uniforme alternatiu: Samarreta amb els colors de la senyera, pantaló blau i calces blaves i grogues.
- Tercer Uniforme: Samarreta taronja, pantaló taronja i calces taronja.

| 1933–34 · (primera) | (Vegeu evolució) | 2022-23 · (actual) |

#### Patrocinadors i proveïdors d'equipació

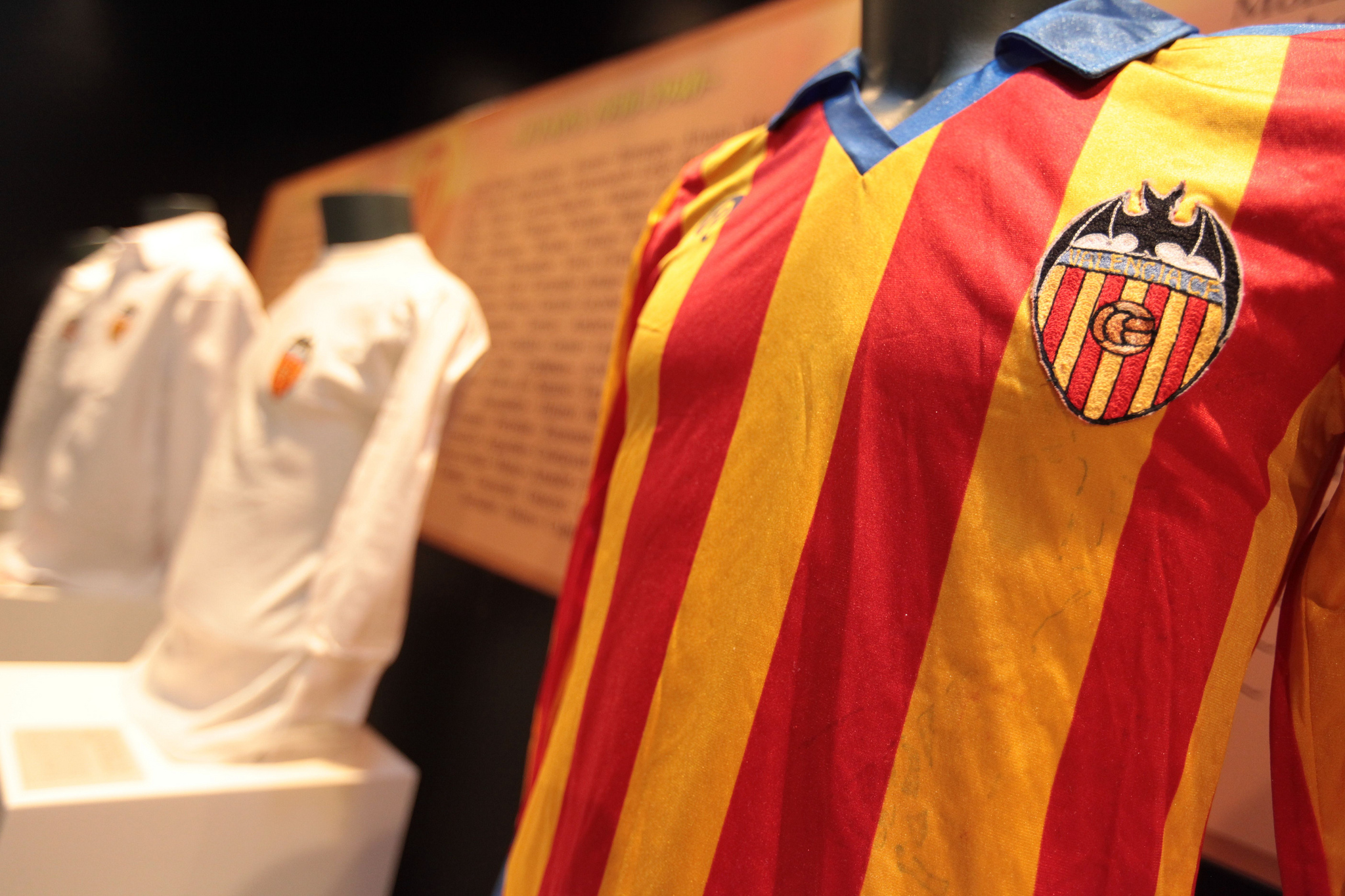
Exposició de diferents equipatges del València. En primer pla, samarreta Ressy de la Senyera (segon equipatge).

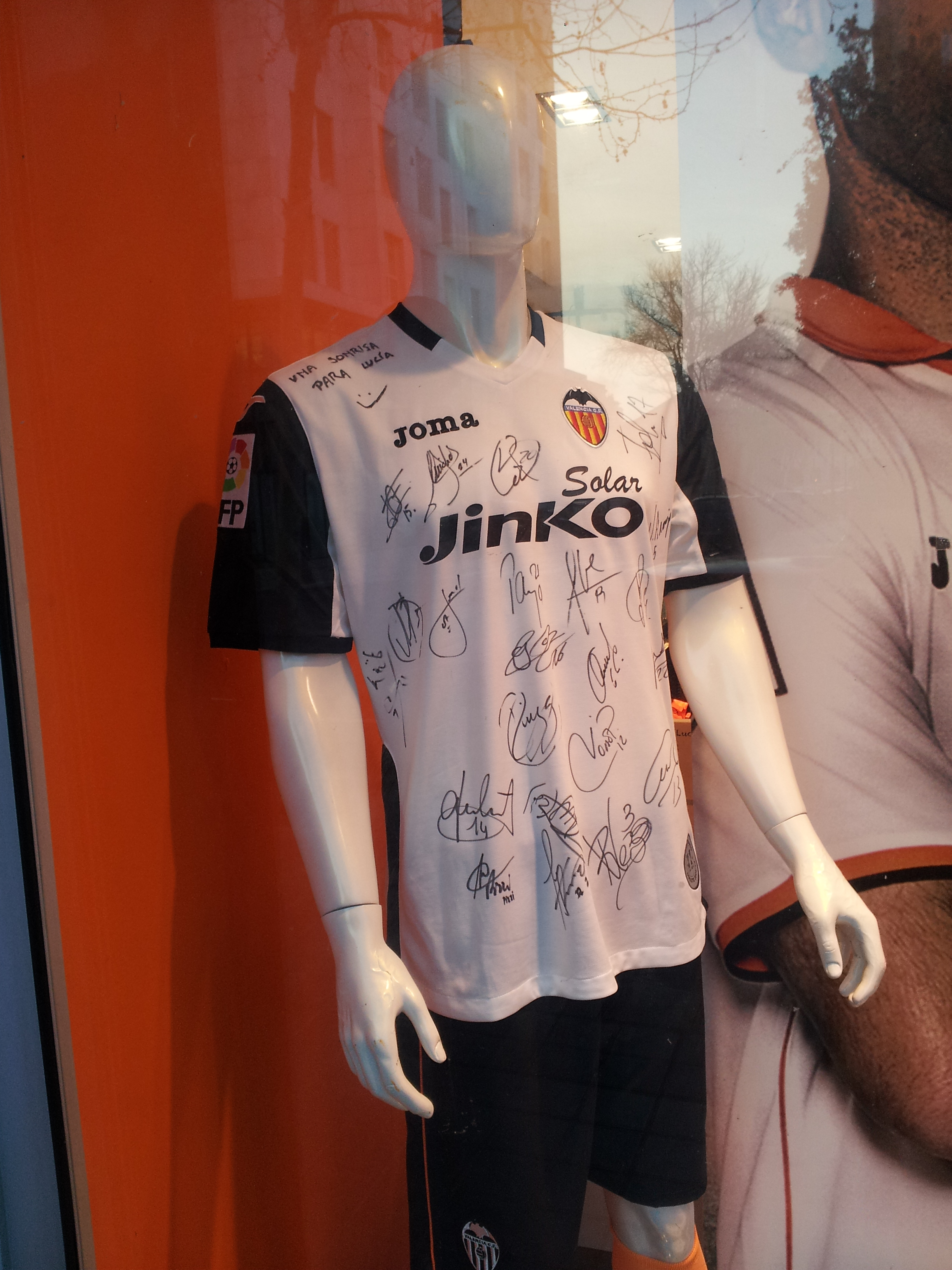
Samarreta de la segona volta de la temporada 2013-14, inspirada en la de la temporada 2003-04. Està estampada amb la signatura dels jugadors de l'equip.

| Període   | Proveïdor                    | Patrocinador              |
| --------- | ---------------------------- | ------------------------- |
| 1980–1982 |                              | -                         |
| 1982–1985 |                              | -                         |
| 1985–1990 |                              |                           |
| 1990–1992 |                              |                           |
| 1992–1993 |                              |                           |
| 1993–1994 |                              |                           |
| 1994–1995 | Cip                          |                           |
| 1995–1998 |                              |                           |
| 1998–2000 | Terra Mítica                 |                           |
| 2000–2001 | Terra Mítica                 |                           |
| 2001–2002 | Metrored                     |                           |
| 2002–2003 | Terra Mítica                 |                           |
| 2003–2008 |                              |                           |
| 2008–2009 | Valencia Experience / Unibet |                           |
| 2009–2011 |                              | Unibet / Compac Encimeras |
| 2011–2014 |                              | Jinko Solar / MSC         |
| 2014–2015 |                              |                           |
| 2015–2017 |                              |                           |
| 2017–2019 |                              |                           |
| 2019–2021 |                              | -                         |
| 2021-2022 | Socios.com                   |                           |
| 2022-2023 | -                            |                           |
| 2023-     |                              |                           |

### Escut
L'escut oficial del club està format per un ratpenat negre a la part superior posat sobre un escut acabat en punta arrodonida on es plasmen els colors de la senyera: una franja blava en horitzontal a la part superior amb el nom del club escrit en lletres blanques majúscules, i a baix nou franges verticals: cinc grogues i quatre vermelles, que representen la bandera de València i el País Valencià, amb una pilota marró clàssica de futbol al centre.
Cal assenyalar que oficialment l'escut ha presentat sempre la franja blava, tal com s'observa en la bandera del club de 1924. No obstant això, en no tindre esta la significació que obté a partir de la transició es troben nombrosos exemples de l'escut amb franja blanca. Ho revelen així fotografies com la del jugador Arturo Montesinos, entre molts altres documents històrics.
L'elecció de la ratapenada com a símbol es deu a la importància simbòlica de l'animal en la història de l'escut de la ciutat de València, que l'ha convertit en un dels principals símbols de la ciutat fruit de diverses llegendes, com el seu ajut o bon presagi en la conquesta de València el 1238 pel rei Jaume I, o com una variant del drac de la cimera del rei d'Aragó que va fer servir el rei Pere IV al segle XIV. El 2018 es va presentar un nou logotip que consta d'un ratpenat taronja sobre un fons negre. Per a la temporada de l'any del centenari (2018-19) es va fer servir una variació de l'escut antic en daurat i negre i amb les lletres CENTENARI a la part de dalt i 1919-2019 a la de baix. DC Comics ha presentat diverses demandes contra el club per la suposada confusió a què induirien els seus logotips amb el de Batman (personatge creat vint anys més tard que el València FC), les quals no han prosperat fins ara.

### Himne
L'himne del club fou encarregat al director de la Banda Municipal de València, Pablo Sánchez Torrella, qui el va compondre a la manera tradicional valenciana: en forma de pasdoble.
És un equip de primera

nostre València Club de Futbol

que lluita per a defendre

en totes bandes nostres colors.
En el Camp de l'Algirós

ja començàrem a demostrar

que era una bona manera

per a València representar.
Amunt València, Visca el València, és el millor

Amunt València, Visca el València del nostre cor.

Units com sempre els valencianistes et seguirem,

en cada estadi perquè triomfes t'animarem.
En la capital del Túria

és el València qui vist de blanc

i defén la camiseta

ple de coratge per a guanyar.
En Mestalla continuaren

sempre esforçant-se per a triomfar

i les glòries arribaren

i en competència continuaran.
Amunt València, Visca el València, és el millor

Amunt València, Visca el València, del nostre cor.

Units com sempre els valencianistes et seguirem,

en cada estadi perquè triomfes t'animarem.
Amunt València, Visca el València, el campió!

## Estadis

### Camp d'Algirós

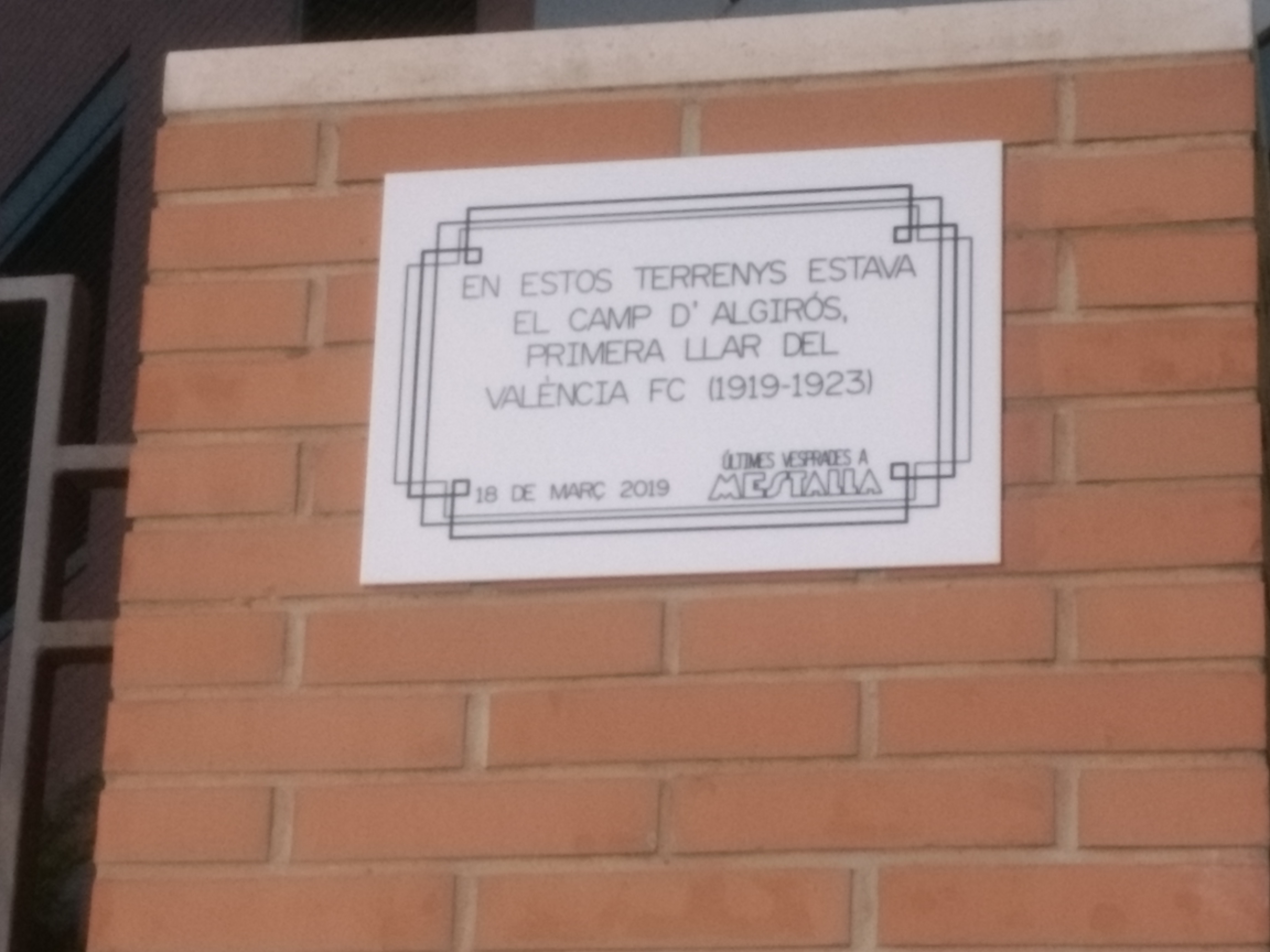
Placa ubicada al lloc on es trobava el Camp d'Algirós, col·locada el 2019 en motiu del centenari del club.

Els primers anys després de la seua fundació el 1919, el València FC va entrenar i va disputar els seus partits com a local en el desaparegut Camp d'Algirós. El camp es trobava en el camí d'Algirós, entre els actuals carrers de Finlàndia i del General Gil Dolz. Tenia una capacitat per a 5.000 espectadors i unes dimensions de 91 x 47 metres (orientació est-oest). Les condicions del terreny de joc eren molt modestes i no era de gespa sinó de terra. El propietari del recinte era Eugenio Miquel, el qual va llogar el camp als dirigents valencianistes per 100 pessetes al mes. El camp va ser inaugurat el 7 de desembre de 1919 amb un partit amistós entre el conjunt valencianista i el Castàlia de Castelló, amb un resultat d'empat sense gols. L'endemà, es van tornar a vore les cares els dos equips i esta vegada el València es va imposar per 1-0.
El camp es va quedar xicotet pel gran augment del nombre de socis. Per esta raó, el llavors president del club Ramon Leonarte i la junta directiva van buscar parcel·les en venda per a construir un nou camp per a l'equip. El gener de 1923, van decidir comprar 10.000 m² de terreny, situats 500 metres més al nord del Camp d'Algirós, per 316.439,20 pessetes (una quantitat considerable per a l'època) que es va finançar a força de crèdits. El projecte per al nou estadi va ser encarregat a l'arquitecte i soci del club Francisco Almenar Quinzá (qui anys més tard seria president de l'entitat) i les obres de construcció van ser adjudicades al també soci Ramon Ferrer Aguilar.

### Mestalla

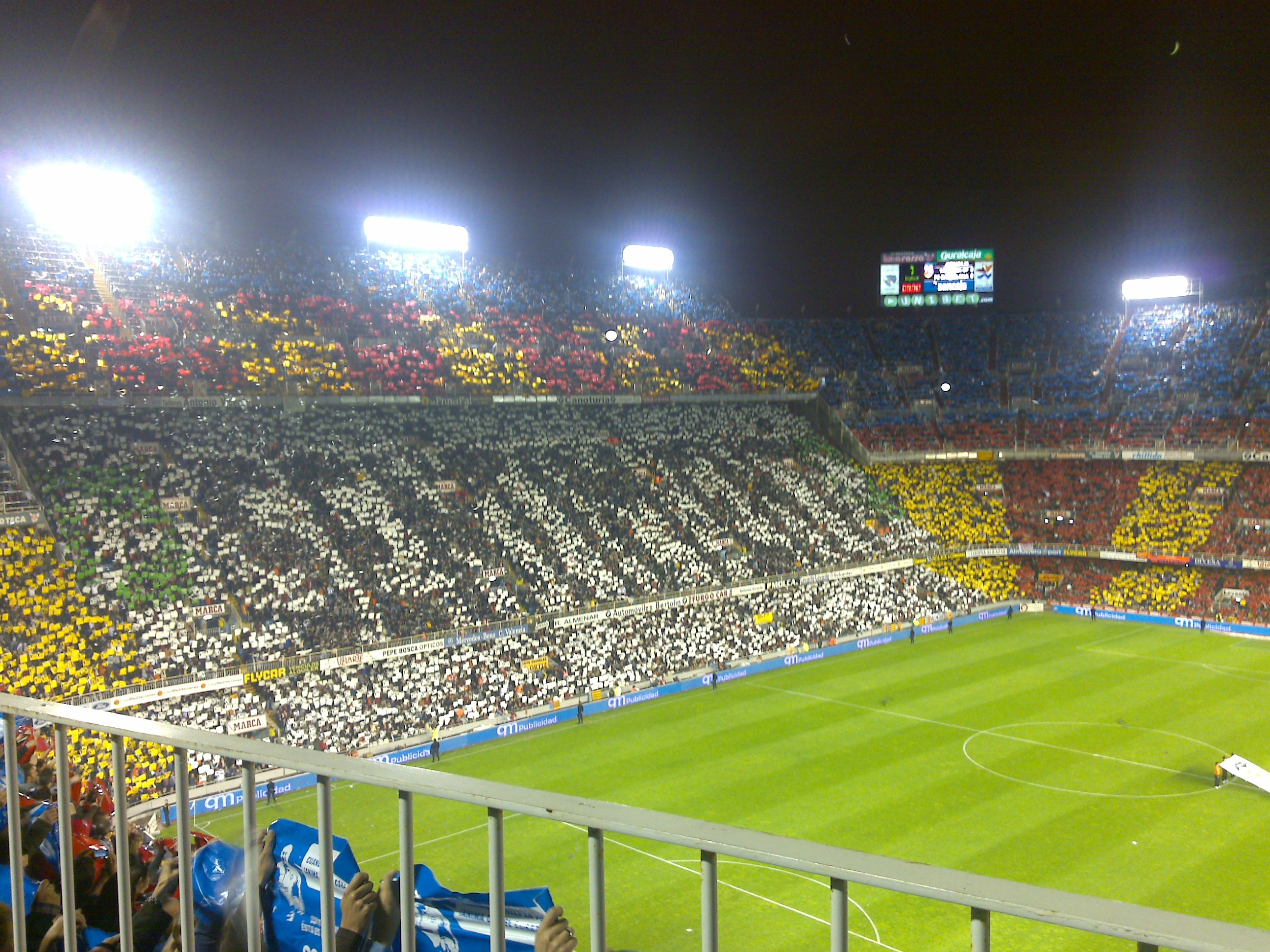
L'Estadi de Mestalla amb un tifo la temporada 2008-2009

Propietat del València CF, l'Estadi de Mestalla va ser inaugurat el 20 de maig de 1923. El seu nom es deu al fet que la séquia de Mestalla passava junt al camp. En aquells dies, el camp tenia unes dimensions de 100 x 59 metres i una capacitat de 17.000 espectadors. El dia de la inauguració es va celebrar un partit amistosa que va enfrontar al València amb el FC Levante. El resultat final va ser d'1-0 per al conjunt local amb gol marcat per "Montes" (Arturo Montesinos Cebrián).
Entre 1969 i 1994 es va denominar oficialment Estadi Luis Casanova, en honor de Luis Casanova Giner, un dels millors presidents de la història del club durant dues dècades (els 40 i els 50) en les quals es van conquistar tres títols de Lliga i tres Copes, a més de diversos subcampionats i promotor de la gran ampliació de l'estadi.
Des de 1994 l'estadi va recuperar el seu nom de Mestalla, i posseeix actualment una capacitat per a 49,500 espectadors des de la seua última ampliació el 1998, i unes dimensions de 105 x 70 metres. L'estadi està classificat entre els més intimidatoris i respectats d'Europa, juntament amb altres estadis com Anfield o l'Estadi Olímpic de Roma.
A l'octubre de 2013 es va inaugurar una nova imatge de l'estadi dirigida a augmentar els ingressos del club per màrqueting. esta nova imatge incloïa pintar els seients en una combinació de colors taronja i blanc, mostrant en negre la silueta d'un gran rat penat. A més a l'estiu de 2014 es va pintar i va decorar tot l'exterior de l'estadi, alternant negre i taronja, així com fotografies de gran grandària d'antics jugadors del club i d'èxits esportius.
Ha acollit des dels seus primers anys un total de 31 partits internacionals de la Selecció espanyola de futbol (entre ells els de la fase final del Copa del Món de 1982), més 5 partits de la selecció Olímpica d'Espanya durant els Jocs Olímpics de 1992, i ha sigut seu de 10 finals de la Copa del Rei, l'última en 2014.
El 2019 l'estadi va presenciar el centenari del club i va ser seu del partit de llegendes valencianistes que es va realitzar en la celebració de l'aniversari del València CF. A més, el 2023 va celebrar el seu 100 aniversari, siguent així l'únic estadi centenari de la primera divisió i el més antic de tota la lliga.

### Nou Mestalla

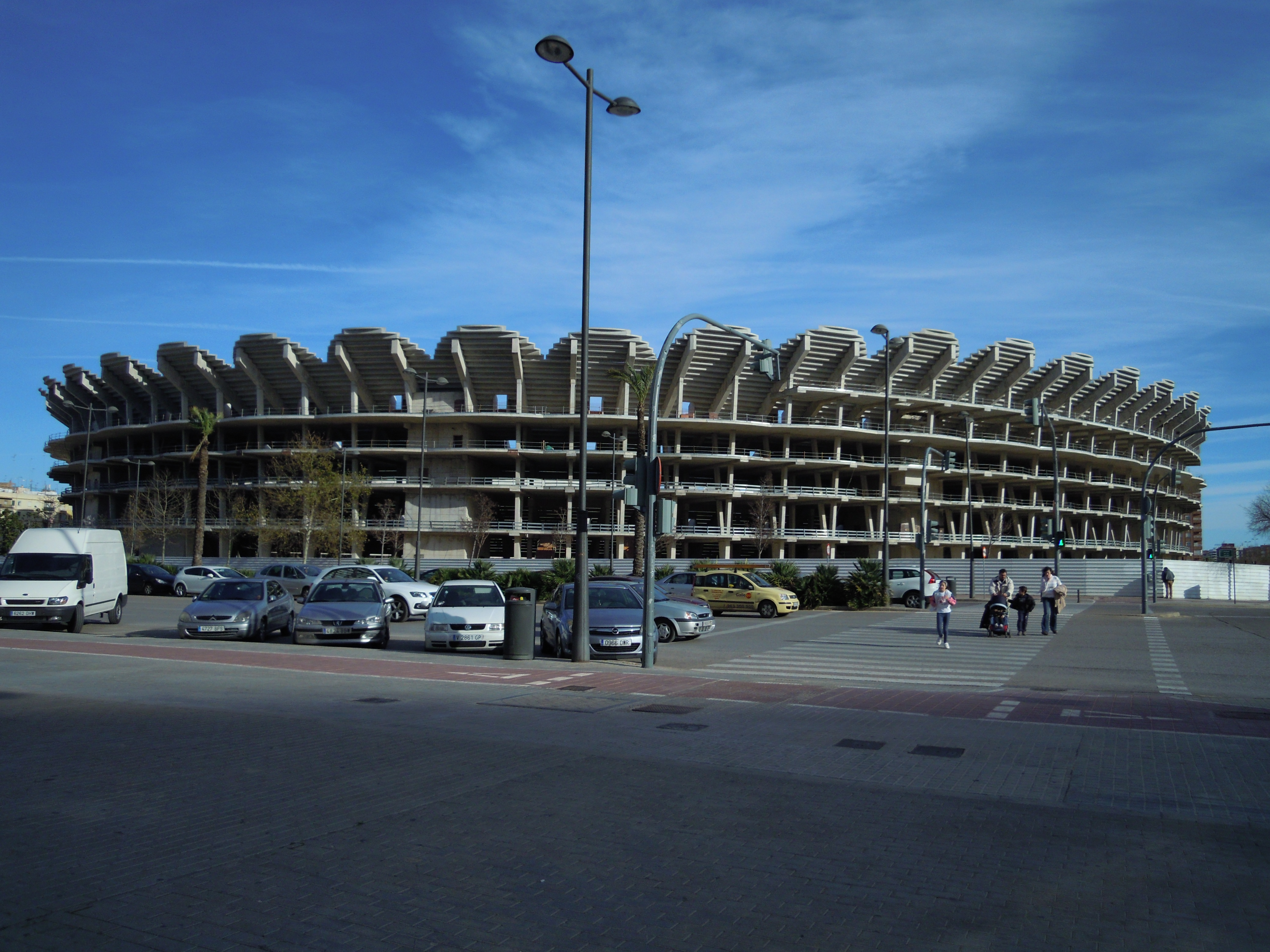
Obres del Nou Mestalla, futur estadi del club.

El club està en procés de construcció del nou estadi, el Nou Mestalla. El seu disseny avantguardista va ser presentat en públic el divendres 10 de novembre de 2006 i la seua ubicació final serà a l'avinguda de les Corts Valencianes, al barri de Benicalap de la ciutat de València. Per estes nous terrenys adquirits discorre també la séquia de Mestalla, el cabal de la qual de les seues aigües servia per a moure els queixals del desaparegut "molí de la Marquesa", a Campanar.
La seua construcció es va iniciar l'1 d'agost de 2007 i estava prevista la seua finalització per a maig del 2009, amb una capacitat per a 75.000 espectadors. La construcció de l'estadi porta parada des del 25 de febrer de 2009 les obres es van aturar per falta de liquiditat al no haver-se pogut vendre el sòl de l'actual Mestalla per la crisi immobiliària que va baixar enormement el valor del sòl i pel gran endeutament del club després de la mala gestió de Juan Soler.
Al desembre de 2011 el club va anunciar un protocol d'intencions amb l'entitat Bankia, creditora de la major part del deute del club, a través del qual podrien reprendre's les obres, però al setembre de 2012 es va saber que Bankia trencava l'acord aconseguit a través del pla Newcoval, per la qual cosa el club es va quedar sense acord per al finançament de l'estadi. Després del procés de venda del club, l'empresa de Peter Lim i l'arquitecte Mark Fenwick, s'encarreguen del nou projecte d'estadi. S'espera que l'estadi estiga acabat abans del centenari del València CF en el 2019, tal com estava escrit en el contracte amb el qual Meriton, l'empresa de Peter Lim, es va fer propietària d'una gran part de les accions del club.

## Ciutat Esportiva de Paterna
La Ciutat Esportiva de Paterna és un dels complexos esportius destinat al futbol més importants d'Espanya. El club va adquirir els terrenys en el terme municipal de Paterna sota la presidència de Francisco Ros Casares, el 1974, amb un cost de 85 milions de pessetes. Es troba al costat del Parc Tecnològic i ben comunicat, ja que està al costat del tram del by-pass de València de l'autovia A-7 i al costat de l'autovia CV-35.
Amb una extensió de 180.000 metres quadrats i tretze camps de futbol, és el lloc habitJugadors internacionalsent del primer equip, sinó també de totes les categories inferiors del club. A més, disposa d'una residència per als xics de l'acadèmia que venen de qualsevol part del món a formar-se com a futbolistes i un modern Centre de Rehabilitació dotat de diverses sales per a la recuperació dels futbolistes lesionats o que es troben en període de rehabilitació.

## Jugadors

### Plantilla 2025-2026
A 7 agost 2025
| N. | Pos. | Nac. | Jugador                                        |
| -- | ---- | --- | ---------------------------------------------- |
| 1  | POR  | [[Fitxer:Flag of Spain.svg\|23x15px\|border \|alt=Espanya\|link=Selecció de futbol d'Espanya\|{{#if:\|]]                                       | Julen Agirrezabala (cedit per l'Athletic Club) |
| 2  | DEF  | [[Fitxer:Flag of Portugal (official).svg\|23x15px\|border \|alt=Portugal\|link=Selecció de futbol de Portugal\|{{#if:\|]]                      | Thierry Correia                                |
| 4  | DEF  | [[Fitxer:Flag of Guinea.svg\|23x15px\|border \|alt=Guinea\|link=Selecció de futbol de Guinea\|{{#if:\|]]                                       | Mouctar Diakhaby (4t capità)                   |
| 5  | DEF  | [[Fitxer:Flag of Spain.svg\|23x15px\|border \|alt=Espanya\|link=Selecció de futbol d'Espanya\|{{#if:\|]]                                       | José Copete                                    |
| 6  | DEF  | [[Fitxer:Flag of Spain.svg\|23x15px\|border \|alt=Espanya\|link=Selecció de futbol d'Espanya\|{{#if:\|]]                                       | Hugo Guillamón                                 |
| 7  | MIG  | [[Fitxer:Flag of the Valencian Community (2x3).svg\|23x15px\|border \|alt=País Valencià\|link=Selecció de futbol del País Valencià\|{{#if:\|]] | Sergi Canós                                    |
| 8  | MIG  | [[Fitxer:Flag of the Valencian Community (2x3).svg\|23x15px\|border \|alt=País Valencià\|link=Selecció de futbol del País Valencià\|{{#if:\|]] | Javi Guerra                                    |
| 9  | DAV  | [[Fitxer:Flag of Spain.svg\|23x15px\|border \|alt=Espanya\|link=Selecció de futbol d'Espanya\|{{#if:\|]]                                       | Hugo Duro                                      |
| 10 | MIG  | [[Fitxer:Flag of Portugal (official).svg\|23x15px\|border \|alt=Portugal\|link=Selecció de futbol de Portugal\|{{#if:\|]]                      | André Almeida                                  |
| 13 | POR  | [[Fitxer:Flag of North Macedonia.svg\|23x15px\|border \|alt=Macedònia del Nord\|link=Selecció de futbol de Macedònia\|{{#if:\|]]               | Stole Dimitrievski                             |

| N. | Pos. | Nac. | Jugador                       |
| -- | ---- | --- | ----------------------------- |
| 14 | DEF  | [[Fitxer:Flag of the Valencian Community (2x3).svg\|23x15px\|border \|alt=País Valencià\|link=Selecció de futbol del País Valencià\|{{#if:\|]] | José Gayà (capità)            |
| 15 | DEF  | [[Fitxer:Flag of the Valencian Community (2x3).svg\|23x15px\|border \|alt=País Valencià\|link=Selecció de futbol del País Valencià\|{{#if:\|]] | César Tárrega                 |
| 16 | DAV  | [[Fitxer:Flag of Spain.svg\|23x15px\|border \|alt=Espanya\|link=Selecció de futbol d'Espanya\|{{#if:\|]]                                       | Diego López                   |
| 18 | MIG  | [[Fitxer:Flag of the Valencian Community (2x3).svg\|23x15px\|border \|alt=País Valencià\|link=Selecció de futbol del País Valencià\|{{#if:\|]] | Pepelu (3r capità)            |
| 20 | DEF  | [[Fitxer:Flag of Guadeloupe (local).svg\|23x15px\|border \|alt=Guadalupe (França)\|link=Selecció de futbol de Guadalupe\|{{#if:\|]]            | Dimitri Foulquier (2n capità) |
| 21 | DEF  | [[Fitxer:Flag of Spain.svg\|23x15px\|border \|alt=Espanya\|link=Selecció de futbol d'Espanya\|{{#if:\|]]                                       | Jesús Vázquez                 |
| 22 | DAV  | [[Fitxer:Flag of Spain.svg\|23x15px\|border \|alt=Espanya\|link=Selecció de futbol d'Espanya\|{{#if:\|]]                                       | Luis Rioja                    |
| 23 | MIG  | [[Fitxer:Flag of the Valencian Community (2x3).svg\|23x15px\|border \|alt=País Valencià\|link=Selecció de futbol del País Valencià\|{{#if:\|]] | Fran Pérez                    |
| —  | MIG  | [[Fitxer:Flag of France (1794–1815, 1830–1974).svg\|23x15px\|border \|alt=França\|link=Selecció de futbol de França\|{{#if:\|]]                | Baptiste Santamaria           |
| —  | DAV  | [[Fitxer:Flag of Spain.svg\|23x15px\|border \|alt=Espanya\|link=Selecció de futbol d'Espanya\|{{#if:\|]]                                       | Dani Raba                     |

Els equips de la lliga espanyola estan limitats a tenir en la plantilla un màxim de tres jugadors sense passaport de la Unió Europea. La llista inclou només la principal nacionalitat de cada jugador, o aquella que correspongui a la selecció amb la qual juga internacionalment; alguns jugadors no europeus tenen doble nacionalitat d'algun país de la UE:

### Equip filial
| N. | Pos. | Nac. | Jugador        |
| -- | ---- | --- | -------------- |
| 27 | MIG  | [[Fitxer:Flag of the Valencian Community (2x3).svg\|23x15px\|border \|alt=País Valencià\|link=Selecció de futbol del País Valencià\|{{#if:\|]] | David Otorbi   |
| 29 | DEF  | [[Fitxer:Flag of the Valencian Community (2x3).svg\|23x15px\|border \|alt=País Valencià\|link=Selecció de futbol del País Valencià\|{{#if:\|]] | Álex Serradell |
| 31 | DEF  | [[Fitxer:Flag of Spain.svg\|23x15px\|border \|alt=Espanya\|link=Selecció de futbol d'Espanya\|{{#if:\|]]                                       | Rubén Iranzo   |
| 32 | MIG  | [[Fitxer:Flag of Spain.svg\|23x15px\|border \|alt=Espanya\|link=Selecció de futbol d'Espanya\|{{#if:\|]]                                       | Martín Tejón   |
| 34 | POR  | [[Fitxer:Flag of Spain.svg\|23x15px\|border \|alt=Espanya\|link=Selecció de futbol d'Espanya\|{{#if:\|]]                                       | Raúl Jiménez   |

| N. | Pos. | Nac. | Jugador        |
| -- | ---- | --- | -------------- |
| 35 | POR  | [[Fitxer:Flag of the Valencian Community (2x3).svg\|23x15px\|border \|alt=País Valencià\|link=Selecció de futbol del País Valencià\|{{#if:\|]] | Vicent Abril   |
| 40 | MIG  | [[Fitxer:Flag of Morocco.svg\|23x15px\|border \|alt=Marroc\|link=Selecció de futbol del Marroc\|{{#if:\|]]                                     | Hamza Bellari  |
| 44 | DEF  | [[Fitxer:Flag of Spain.svg\|23x15px\|border \|alt=Espanya\|link=Selecció de futbol d'Espanya\|{{#if:\|]]                                       | Ismael Santana |
| 45 | MIG  | [[Fitxer:Flag of Spain.svg\|23x15px\|border \|alt=Espanya\|link=Selecció de futbol d'Espanya\|{{#if:\|]]                                       | Pablo López    |
| 47 | MIG  | [[Fitxer:Flag of Spain.svg\|23x15px\|border \|alt=Espanya\|link=Selecció de futbol d'Espanya\|{{#if:\|]]                                       | Lucas Núñez    |

### Jugadors internacionals
| Selecció           | Categoria | #                                                         | Jugadors                        |
| ------------------ | --------- | --------------------------------------------------------- | ------------------------------- |
| Espanya            |           |                                                           |                                 |
| Absoluta           | 3         | José Luis Gayà, Pepelu i Hugo Guillamón                   |                                 |
| Sub-21             | 4         | Cristhian Mosquera, Fran Pérez, Diego López i Javi Guerra |                                 |
| Geòrgia            | Absoluta  | 1                                                         | Guiorgui Mamardaixvili          |
| Macedònia del Nord | Absoluta  | 1                                                         | Stole Dimitrievski              |
| Guinea             | Absoluta  | 1                                                         | Mouctar Diakhaby                |
| Argentina          | Absoluta  | 1                                                         | Enzo Barrenechea                |
| Costa Rica         | Absoluta  | 1                                                         | Warren Madrigal                 |
| Portugal           | Sub-21    | 2                                                         | André Almeida i Thierry Correia |

### Jugadors històrics
Jugadors històrics del València CF per any de debut:

## Entrenadors
El València CF al llarg de la seua història ha disposat de grans entrenadors de la talla de Ramón Alzines; qui va aconseguir el primer títol de Lliga i Copa per al club valencianista; Alfredo Di Stéfano, el treball del qual es va veure recompensat amb un títol de Lliga i un altre de Recopa d'Europa; Jacinto Quincoces, Rafael Benítez, que va dur al títol de Lliga després de 31 anys sense aconseguir-lo a més d'aconseguir el doblet de Lliga i UEFA, Héctor Cúper que va dirigir al conjunt valencianista a dues finals consecutives de Lliga de Campions.
Un dels utillers més destacats del club en la seua història va ser Bernardo España Edo, més conegut com a Espanyeta, qui fou cap d'utillers de l'equip i idolatrat per l'afició com un jugador més de l'equip. Després de 55 anys treballant per al club, l'estiu de 2016 es va retirar.

## Presidents
| - 1919-1922: Octavio Augusto Milego Díaz - 1922: Alfredo Aigües Ponce - 1922: Francisco Vidal Muñoz - 1922-1924: Ramón Leonarte Ribera - 1924: Francisco Romeu Zarandieta (en funcions) - 1924-1925: Pablo Verdeguer Comes - 1925-1929: Facundo Pascual Quilis - 1929-1932: Juan Giménez Cánovas - 1932-1933: Manuel García del Moral - 1933-1935: Adolfo Royo Soriano - 1935-1936: Francisco Almenar Quinzá - 1936: Lluís Casanova Giner (en funcions) - 1936: Rafael Bau García - 1936-1939: Josep Rodríguez Tortajada (comissió gestora) - 1939-1940: Alfredo Giménez Buesa (comissió militar) - 1940-1959: Lluís Casanova Giner - 1959-1961: Vicente Iborra Gil - 1961-1973: Julio de Miguel y Martínez de Bujanda - 1973-1975: Francisco Ros Casares - 1975: Alfredo Corral Cervera (en funcions) | - 1976-1983: José Ramos Costa - 1983: José Barrachina (en funcions) - 1983-1986: Vicente Tormo Alfonso - 1986: Pedro Cortés García (en funcions) - 1986-1990: Arturo Tuzón Gil - 1990: José Domingo (en funcions) - 1990-1993: Arturo Tuzón Gil - 1993-1994: Melchor Hoyos Pérez - 1994-1997: Francesc Roig Alfonso - 1997-2001: Pedro Cortés García - 2001-2004: Jaume Ortí Ruiz - 2004-2008: Juan Bautista Soler - 2008: Agustín Morera - 2008-2009: Vicent Soriano - 2009: Javier Gómez Molina (en funcions) - 2009-2013: Manuel Llorente - 2013: Ferran Giner (en funcions) - 2013: Vicente Andreu Fajardo (en funcions) - 2013-2015: Amadeo Salvo | - 2016-2017: Lay Hoon Chan - 2017-2022: Anil Murthy - 2022: Khojama Kalimuddin (en funcions) - 2022-Actualitat: Lay Hoon Chan |

## Palmarès

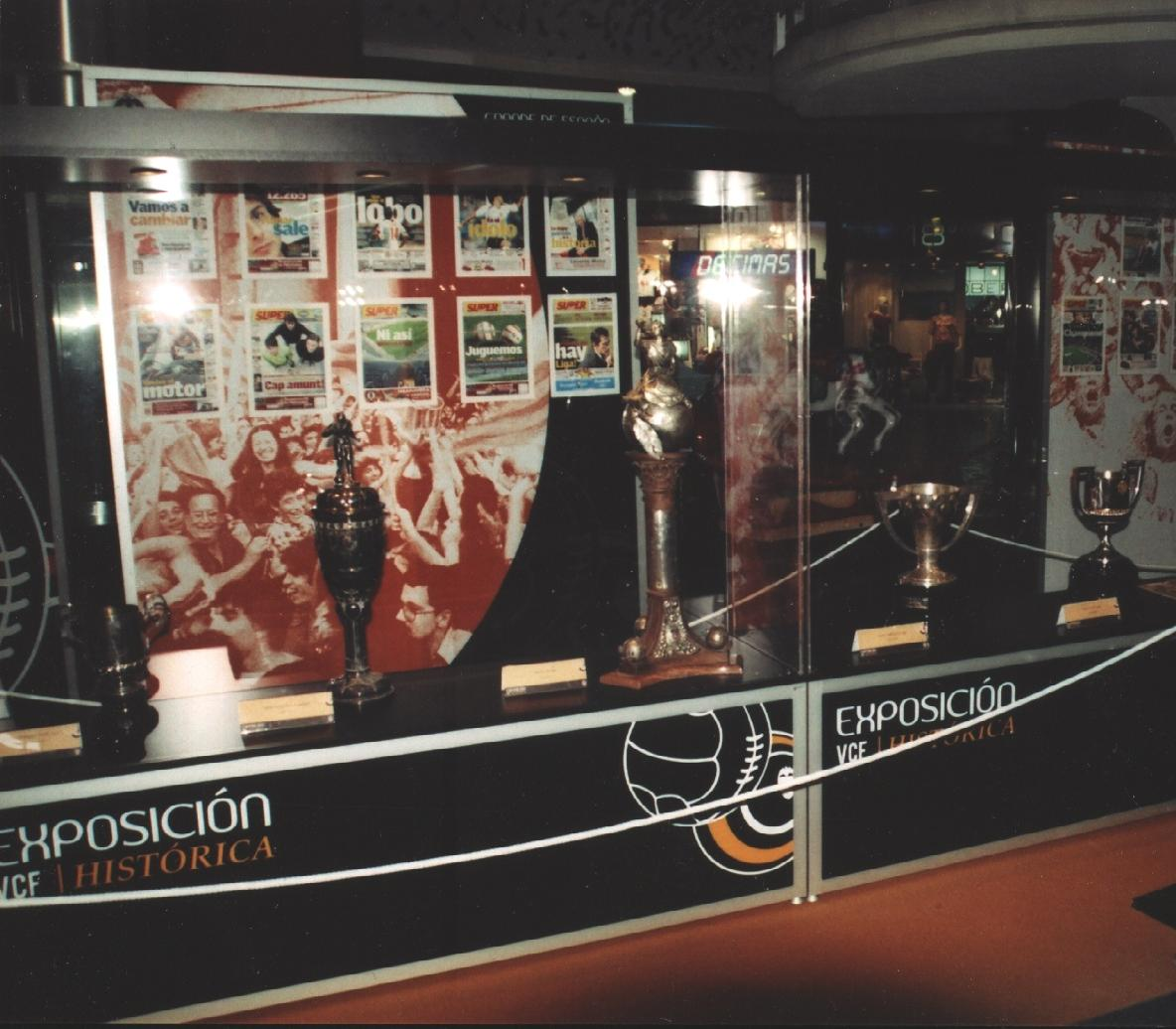
Exposició de trofeus guanyats pel València CF

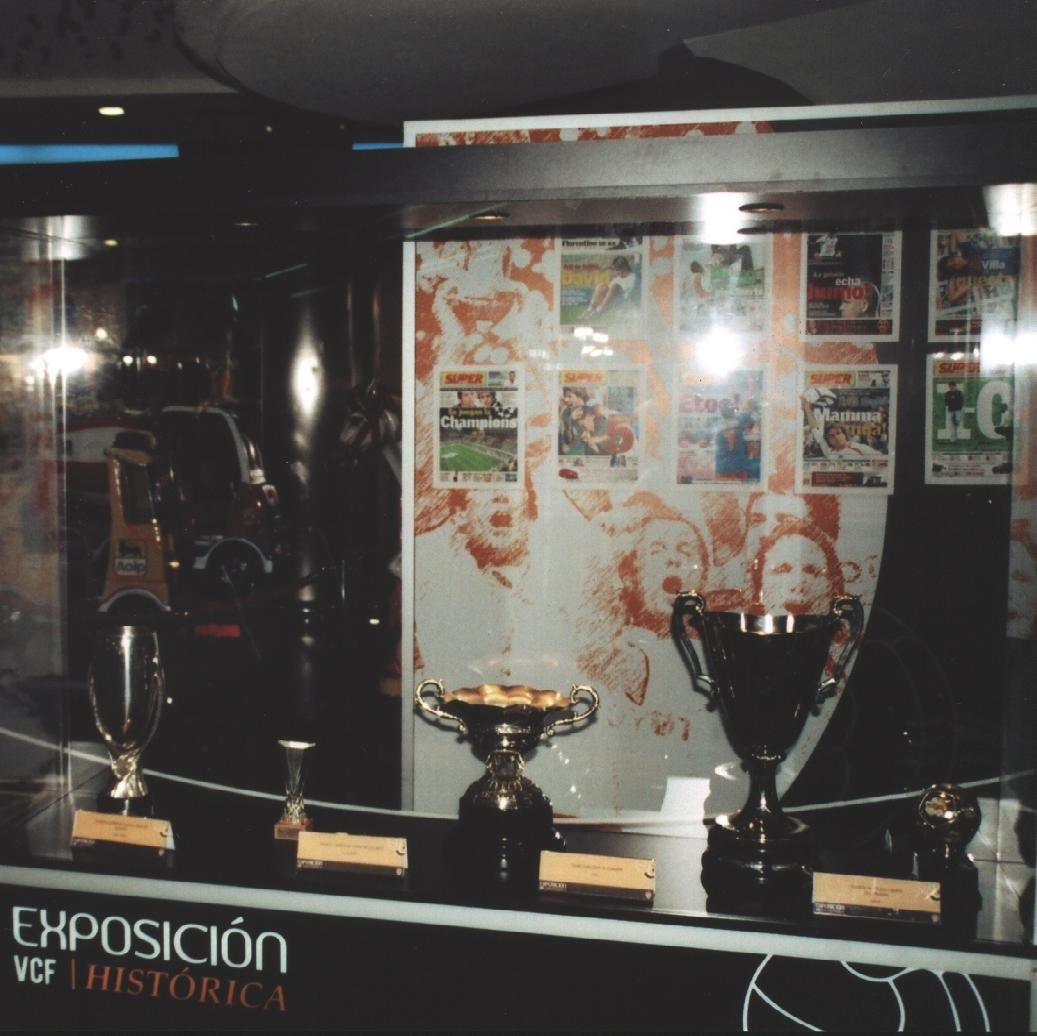
Exposició de trofeus guanyats pel València CF

### Tornejos internacionals
És l'únic club en haver guanyat tant la Copa de Fires (dos voltes), com la Copa de la UEFA (una volta).
- 2 Copes de Fires (actual Copa de la UEFA): 1961-62, 1962-63
- 1 Copa de la UEFA: 2003-04
- 1 Recopa d'Europa: 1979-80
- 2 Supercopes d'Europa: 1980, 2004
- 1 Copa Intertoto de la UEFA: 1998
- 1 Petita Copa del Món: 1966
- 2 subcampionats de Lliga de Campions de la UEFA: 1999-00, 2000-01
- 1 subcampionat de Copa de Fires: 1963-64

### Tornejos estatals
- 6  Campionats de Lliga espanyola: 1941-42, 1943-44, 1946-47, 1970-71, 2001-02, 2003-04
- 8  Copes del Rei: 1941, 1949, 1954, 1967, 1979, 1999, 2008, 2019
- 1  Supercopa espanyola: 1999
- 1 Copa Eva Duarte: 1948

### Tornejos regionals
- 3 Campionats de Llevant: 1922-23, 1924-25, 1936-37
- 8 Campionats de València: 1925-26, 1926-27, 1930-31, 1931-32, 1932-33, 1933-34, 1937-38, 1939-40

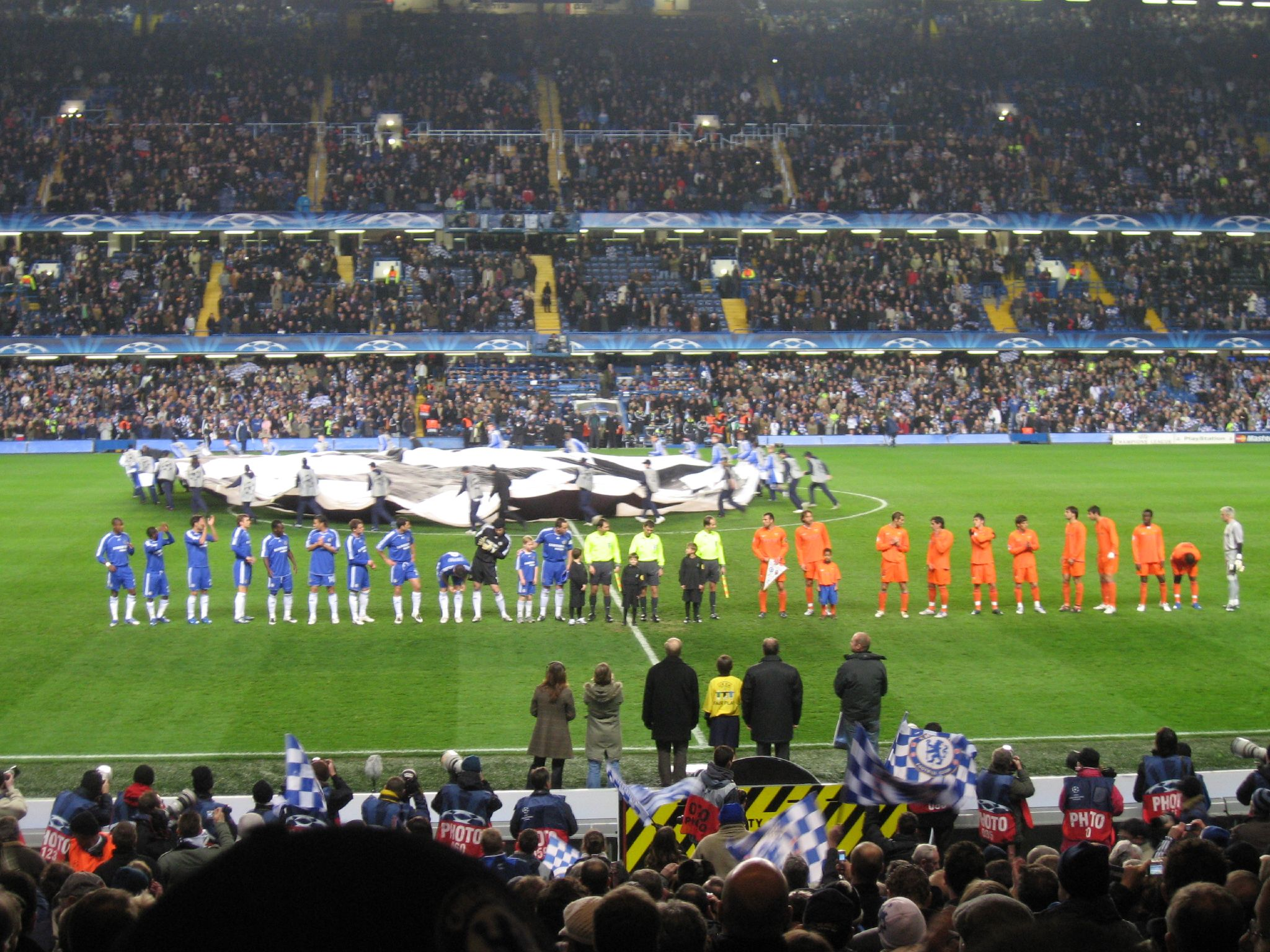
Partit de la Champions League de 2007-08 entre el Chelsea FC i el València CF, en Stamford Bridge

- 1 Trofeu Fira de juliol: 1921

### Tornejos amistosos
- 31 Trofeu Taronja: 1961, 1962, 1970, 1975, 1978, 1979, 1980, 1983, 1984, 1988, 1989, 1991, 1993, 1994, 1996, 1998, 1999, 2001, 2002, 2006, 2008, 2010, 2011, 2012, 2013, 2014, 2016, 2018, 2021, 2022, 2024
- 4 Trofeu Ciutat de València: 1988, 1990, 1993, 1994
- 3 Trofeu Copa Generalitat: 1999, 2001, 2002
- 2 Trofeu Ciudad de la Línea: 1970, 1993
- 2 Trofeu Copa Rubio: 2011, 2012
- 2 Trofeu Martini Rossi: 1948-49, 1949-50
- 2 Memorial Luis Suñer: 2008 i 2009[38]
- 1 Trofeu Teresa Herrera: 1952
- 1 Trofeu Concepción Arenal: 1954
- 1 Trofeu Ciudad de México: 1966
- 1 Trofeu Ramón de Carranza: 1967
- 1 Trofeu Noces d'Or: 1969
- 1 Torneig de París: 1975
- 1 Trofeu Ibèric: 1975
- 1 Trofeu Comunitat Valenciana: 1982
- 1 Trofeu 75 Aniversari Llevant UE: 1984
- 1 Trofeu Teide: 1985
- 1 Trofeu Alcarria: 1986
- 1 Trofeu Festa d'Elx: 1991
- 1 Trofeu Groningen: 1992
- 1 Trofeu La Laguna: 1992
- 1 Trofeu Ciutat de Palma: 1993
- 1 Trofeu Vila de Benidorm: 1993
- 1 Trofeu 80 Aniversari San Mamés: 1993
- 1 Trofeu Joan Gamper: 1994
- 1 Trofeu Ciutat d'Alacant: 1994
- 1 Trofeu Ciutat de Benidorm: 1994
- 1 Trofeu Ciutat de Mérida: 1995
- 1 Trofeu Ciutat de Barcelona: 1995
- 1 Trofeu Copa Fuji: 1997
- 1 Trofeu de la Ceràmica: 2001
- 1 Trofeu Ladbrockes.com cup: 2003
- 1 Trofeu Thomas Cook (1): 2007
- 1 Trofeu Centenari Borussia Dortmund: 2009
- 1 Sparkasse Emsland Cup (Torneig Werder Bremen): 2009
- 1 Emirates Cup: 2014

## Trajectòria a les competicions internacionals
- ¹ Equip eliminat millor posicionat en cas de classificació, o equip classificat pitjor posicionat en cas d'eliminació

| Supercopa d'Europa                             | Supercopa d'Europa        | Supercopa d'Europa     | Supercopa d'Europa   | Supercopa d'Europa   | Supercopa d'Europa   | Supercopa d'Europa | Supercopa d'Europa | Supercopa d'Europa | Supercopa d'Europa |
| Edició                                         |                           |                        |                      |                      |                      |                    | Partit únic        |                    |                    |
| ---------------------------------------------- | ------------------------- | ---------------------- | -------------------- | -------------------- | -------------------- | ------------------ | ------------------ | ------------------ | ------------------ |
| 79/80                                          |                           |                        |                      |                      |                      |                    | Nottingham Forest  |                    |                    |
| 03/04                                          |                           |                        |                      |                      |                      |                    | FC Porto           |                    |                    |
| Copa d'Europa / Lliga de Campions de la UEFA   |                           |                        |                      |                      |                      |                    |                    |                    |                    |
| Edició                                         |                           | Fase prèvia            | Setzens de final     | Vuitens de final     | Quarts de final      | Semifinals         | Final              |                    |                    |
| 71/72                                          |                           | Union Luxemburg        | Hajduk Split         | Újpest Dózsa         |                      |                    |                    |                    |                    |
| Edició                                         |                           | Fase prèvia            | 1ª Fase de grups ¹   | 2ª fase de grups ¹   | Quarts de final      | Semifinals         | Final              |                    |                    |
| 99/00                                          |                           | Hapoel Haifa           | Glasgow Rangers      | AC Fiorentina        | SS Lazio             | FC Barcelona       | Reial Madrid       |                    |                    |
| 00/01                                          |                           | Tirol Innsbruck        | Olympiakos CFP       | Sturm Graz           | Arsenal FC           | Leeds United FC    | Bayern Múnic       |                    |                    |
| 02/03                                          |                           |                        | Liverpool FC         | Arsenal FC           | Internazionale Milà  |                    |                    |                    |                    |
| Edició                                         |                           | Fase prèvia            | Fase de grups¹       | Vuitens              | Quarts               | Semifinals         | Final              |                    |                    |
| 04/05                                          |                           |                        | Werder Bremen        |                      |                      |                    |                    |                    |                    |
| 06/07                                          |                           | Red Bull Salzburg      | FC Xakhtar Donetsk   | Internazionale Milà  | Chelsea FC           |                    |                    |                    |                    |
| 07/08                                          |                           | IF Elfsborg            | Schalke 04           |                      |                      |                    |                    |                    |                    |
| 10/11                                          |                           |                        | Glasgow Rangers      | Schalke 04           |                      |                    |                    |                    |                    |
| 11/12                                          |                           |                        | Bayer Leverkusen     |                      |                      |                    |                    |                    |                    |
| 12/13                                          |                           |                        | BATE Borisov         | PSG                  |                      |                    |                    |                    |                    |
| 15/16                                          |                           | AS Mònaco              | KAA Gent             |                      |                      |                    |                    |                    |                    |
| 18/19                                          |                           |                        | Manchester United FC |                      |                      |                    |                    |                    |                    |
| 19/20                                          |                           |                        | AFC Ajax             | Atalanta             |                      |                    |                    |                    |                    |
| Recopa d'Europa                                |                           |                        |                      |                      |                      |                    |                    |                    |                    |
|                                                |                           |                        | Setzens de final     | Vuitens de final     | Quarts de final      | Semifinals         | Final              |                    |                    |
| 67/68                                          |                           |                        | Belfast Crusaders    | Steaua Bucarest      | Bayern Múnic         |                    |                    |                    |                    |
| 79/80                                          |                           |                        | B1903 Copenhaguen    | Glasgow Rangers      | FC Barcelona         | FC Nantes          | Arsenal FC         |                    |                    |
| 80/81                                          |                           |                        | AS Mònaco            | Carl Zeiss Jena      |                      |                    |                    |                    |                    |
| Copa de Fires / Copa de la UEFA / Lliga Europa |                           |                        |                      |                      |                      |                    |                    |                    |                    |
| Edició                                         | 1ª Ronda                  | Trenta-dosens de final | Setzens de final     | Vuitens de final     | Quarts de final      | Semifinals         | Final              |                    |                    |
| 61/62                                          |                           |                        | Nottingham Forest    | Lausanne Sports      | Internazionale Milà  | MTK Budapest       | FC Barcelona       |                    |                    |
| 62/63                                          |                           |                        | Celtic Glasgow       | Dunfermline Athletic | Edinburgh Hibernians | AS Roma            | Dinamo de Zagreb   |                    |                    |
| 63/64                                          |                           |                        | Shamrock Rovers      | Rapid Viena          | Újpest               | 1.FC Colònia       | Reial Saragossa    |                    |                    |
| 64/65                                          |                           | RFC Lieja              |                      |                      |                      |                    |                    |                    |                    |
| 65/66                                          |                           | Edinburgh Hibernians   | FC Basilea           | Leeds United FC      |                      |                    |                    |                    |                    |
| 66/67                                          |                           | 1.FC Nuremberg         | Estel Vermell        | Leeds United FC      |                      |                    |                    |                    |                    |
| 68/69                                          |                           | Sporting Portugal      |                      |                      |                      |                    |                    |                    |                    |
| 69/70                                          |                           | Slavia Sofia           |                      |                      |                      |                    |                    |                    |                    |
| 70/71                                          |                           | Cork Hibernians        | KSK Beveren          |                      |                      |                    |                    |                    |                    |
| 72/73                                          |                           | Manchester City FC     | Estel Vermell        |                      |                      |                    |                    |                    |                    |
| 78/79                                          |                           | CSKA Sofia             | Argeș Pitești        | West Bromwich Albion |                      |                    |                    |                    |                    |
| 81/82                                          |                           | Bohemians Praga        | Boavista FC          | Hajduk Split         | IFK Göteborg         |                    |                    |                    |                    |
| 82/83                                          |                           | Manchester United FC   | Baník Ostrava        | Spartak Moscou       | RSC Anderlecht       |                    |                    |                    |                    |
| 89/90                                          |                           | Victoria Bucarest      | FC Porto             |                      |                      |                    |                    |                    |                    |
| 90/91                                          |                           | Iraklis Salònica       | AS Roma              |                      |                      |                    |                    |                    |                    |
| 92/93                                          |                           | SSC Napoli             |                      |                      |                      |                    |                    |                    |                    |
| 93/94                                          |                           | FC Nantes              | Karlsruher SC        |                      |                      |                    |                    |                    |                    |
| 96/97                                          |                           | Bayern Múnic           | Slavia Praga         | Besiktas JK          | Schalke 04           |                    |                    |                    |                    |
| 98/99                                          |                           | Steaua Bucarest        | Liverpool FC         |                      |                      |                    |                    |                    |                    |
| 01/02                                          | Chernomorets Novorossiysk | Legia Varsòvia         | Celtic Glasgow       | Servette FC          | Internazionale Milà  |                    |                    |                    |                    |
| 03/04                                          | AIK Solna                 | Maccabi Haifa          | Besiktas JK          | Genclerbirligi SK    | Girondins Burdeus    | Vila-real CF       | Olympique Marsella |                    |                    |
| Edició                                         | 1ª Ronda                  | Fase de grups ¹        | Setzens de final     | Vuitens de final     | Quarts de final      | Semifinals         | Final              |                    |                    |
| 04/05                                          |                           |                        | Steaua Bucarest      |                      |                      |                    |                    |                    |                    |
| 08/09                                          | Marítimo Funchal          | Club Bruixes           | Dynamo Kiev          |                      |                      |                    |                    |                    |                    |
| 09/10                                          | Stabaek IF                | Genoa CFC              | Club Bruixes         | Werder Bremen        | Atlètic de Madrid    |                    |                    |                    |                    |
| 11/12                                          |                           |                        | Stoke City           | PSV Eindhoven        | AZ Alkmaar           | Atlètic de Madrid  |                    |                    |                    |
| 13/14                                          |                           | Kuban Krasnodar        | Dynamo Kiev          | Ludogorets Razgrad   | FC Basilea           | Sevilla FC         |                    |                    |                    |
| 15/16                                          |                           |                        | Rapid Viena          | Athletic Club        |                      |                    |                    |                    |                    |
| 18/19                                          |                           |                        | Celtic Glasgow       | FK Krasnodar         | Vila-real CF         | Arsenal FC         |                    |                    |                    |

## Estadístiques del club
Dades actualitzades després de la 4a jornada de lliga de la temporada 2024/2025
- Temporades a 1a: 90
- Temporades a 2a: 4
- Partits jugats a 1a:  2.934
- Victòries a 1a:  1.283
- Empats a 1a:  698
- Derrotes a 1a:  953
- Gols a favor: 4.743
- Gols en contra: 3.798
- Punts: 3.756
- Diferència de gols: 945
- Millor posició a la lliga: 1r
- Pitjor posició a la lliga: 16è
- Posició històrica: 4t
- Major victòria com a local: (29/11/1953) València CF 8 - 0 Sporting de Gijón
- Major victòria com a visitant: (4/2/1951) UE Lleida 1 - 6 València CF; (31/1/2004) Màlaga CF 1 -6 València CF
- Major derrota com a local: (20/1/2013) València CF 0 - 5 Reial Madrid
- Major derrota com a visitant: (13/10/1940) Sevilla FC 10 - 3 València CF
- Major victòria en competició europea: (23/11/2011) València CF 7 - 0 Racing de Genk

### Jugadors amb més participacions
A l'inici de la temporada 2024/25, els 15 jugadors amb més partits oficials disputats amb el València CF són:
| #  | Jugador             | Temporades           | Lliga | Copa | Europa1 | Altres2 | Partits totals |
| -- | ------------------- | -------------------- | ----- | ---- | ------- | ------- | -------------- |
| 1  | Fernando Gómez      | 1983-1986, 1987-1998 | 458   | 73   | 20      | 2       | 553            |
| 2  | Ricardo Arias       | 1976-1986, 1987-1992 | 411   | 63   | 34      | 13      | 521            |
| 3  | David Albelda       | 1997-1998, 1999-2013 | 351   | 27   | 96      | 11      | 485            |
| 4  | Miguel Ángel Angulo | 1996-2009            | 313   | 30   | 78      | 13      | 434            |
| 5  | Manolo Mestre       | 1955-1969            | 323   | 64   | 5       | 32      | 424            |
| 6  | Santiago Cañizares  | 1998-2008            | 305   | 10   | 84      | 17      | 416            |
| 7  | Enric Saura         | 1975-1985            | 306   | 52   | 36      | 7       | 401            |
| 8  | Dani Parejo         | 2011-2020            | 282   | 45   | 55      | 1       | 383            |
| 9  | Pep Claramunt       | 1966-1978            | 294   | 52   | 15      | 14      | 375            |
| 10 | Carlos Arroyo       | 1984-1986, 1987-1996 | 309   | 50   | 10      | 3       | 372            |
| 11 | Fernando Giner      | 1985-1995            | 300   | 51   | 11      | 7       | 369            |
| 12 | José Manuel Sempere | 1980-1995            | 301   | 42   | 19      | 2       | 364            |
| 13 | Ángel Castellanos   | 1976-1986            | 275   | 52   | 30      | 6       | 363            |
| 14 | Rubén Baraja        | 2000-2010            | 263   | 26   | 66      | 7       | 362            |
| 15 | José Luis Gayà      | 2012-act.            | 288   | 34   | 29      | 2       | 353            |

- Dades extretes de BDFutbol
- Ressaltats els jugadors actuals del València C.F.

1. Inclou partits de Copa d'Europa, Recopa d'Europa, Copa de la UEFA i Supercopa d'Europa.
2. Inclou partits del Campionat Regional, Copa Eva Duarte, Supercopa d'Espanya, Copa de la Lliga, Copa Llatina, Copa Intercontinental i Mundial de Clubs.

### Màxims golejadors
A gener de 2025, els 12 jugadors amb més gols amb el València CF són:
| Lloc | Jugador        | Temporades          | Gols | Lliga1 | Copa | Europa2 | Altres3 | Partits | Gols per partit |
| ---- | -------------- | ------------------- | ---- | ------ | ---- | ------- | ------- | ------- | --------------- |
| 1    | Mundo          | 1939-1950           | 265  | 187    | 54   | -       | 24      | 277     | 0,96            |
| 2    | Waldo          | 1961-1970           | 160  | 115    | 13   | 1       | 31      | 296     | 0,54            |
| 3    | Mario Kempes   | 1976-1981 1982-1984 | 149  | 116    | 19   | 14      | -       | 246     | 0,61            |
| 4    | Fernando Gómez | 1983-1986 1987-1998 | 142  | 117    | 22   | 3       | -       | 553     | 0,26            |
| 5    | David Villa    | 2005-2010           | 129  | 107    | 4    | 16      | 2       | 225     | 0,57            |
| 6    | Joan Costa     | 1928-1940           | 121  | 49     | 31   | -       | 41      | 120     | 1,01            |
| 7    | Amadeo Ibáñez  | 1935-1951           | 119  | 73     | 19   | -       | 27      | 283     | 0,42            |
| 8    | Silvestre Igoa | 1941-1950           | 118  | 81     | 34   | -       | 3       | 223     | 0,53            |
| 9    | Manolo Badenes | 1950-1956           | 112  | 90     | 21   | -       | 1       | 116     | 0,97            |
| 10   | Epi            | 1940-1949           | 106  | 79     | 27   | -       | -       | 256     | 0,41            |
| 11   | Vicente Seguí  | 1946-1959           | 99   | 80     | 18   | -       | 1       | 309     | 0,32            |
| 12   | Gorostiza      | 1940-1946           | 96   | 72     | 24   | -       | -       | 149     | 0,64            |

1. Inclou dades de Primera Divisió i Segona Divisió Espanyola.
2. Inclou dades de la Lliga de Campions, Recopa d'Europa, Copa UEFA i Supercopa d'Europa.
3. Inclou dades del Campionat Regional, Supercopa d'Espanya, Copa Eva Duarte, Copa President de la Federació, Copa de la Lliga, Copa Llatina, Copa de Fires, UEFA Intertoto, Copa Intercontinental i Mundial de Clubs FIFA.

### Màxims golejadors per temporada en lliga
| Temporada | Futbolista                         | Gols |
| --------- | ---------------------------------- | ---- |
| 1939/1940 | Mundo                              | 14   |
| 1940/1941 | Mundo                              | 21   |
| 1941/1942 | Mundo                              | 27   |
| 1942/1943 | Mundo                              | 23   |
| 1943/1944 | Mundo                              | 28   |
| 1944/1945 | Mundo                              | 17   |
| 1945/1946 | Mundo                              | 20   |
| 1946/1947 | Mundo                              | 10   |
| 1947/1948 | Igoa                               | 15   |
| 1948/1949 | Mundo                              | 19   |
| 1949/1950 | Igoa                               | 22   |
| 1950/1951 | Badenes                            | 20   |
| 1951/1952 | Badenes                            | 18   |
| 1952/1953 | Badenes                            | 16   |
| 1953/1954 | Faas Wilkes                        | 18   |
| 1954/1955 | Badenes                            | 22   |
| 1955/1956 | Faas Wilkes                        | 11   |
| 1956/1957 | Iborra                             | 9    |
| 1957/1958 | Ricardo Alós                       | 19   |
| 1958/1959 | Joel / Machado / Tercero / Walter  | 7    |
| 1959/1960 | Aveiro                             | 9    |
| 1960/1961 | Héctor Núñez                       | 14   |
| 1961/1962 | Waldo                              | 14   |
| 1962/1963 | Waldo                              | 12   |
| 1963/1964 | Waldo                              | 18   |
| 1964/1965 | Waldo                              | 21   |
| 1965/1966 | Sánchez Lage                       | 8    |
| 1966/1967 | Waldo                              | 24   |
| 1967/1968 | Ansola                             | 12   |
| 1968/1969 | Waldo / Paquito                    | 6    |
| 1969/1970 | Nebot                              | 7    |
| 1970/1971 | Forment                            | 8    |
| 1971/1972 | Quino                              | 13   |
| 1972/1973 | Valdez                             | 9    |
| 1973/1974 | Quino                              | 10   |
| 1974/1975 | Salif Keïta / Claramunt            | 11   |
| 1975/1976 | Johnny Rep                         | 14   |
| 1976/1977 | Mario Kempes                       | 24   |
| 1977/1978 | Mario Kempes                       | 28   |
| 1978/1979 | Mario Kempes                       | 12   |
| 1979/1980 | Mario Kempes                       | 22   |
| 1980/1981 | Fernando Morena                    | 16   |
| 1981/1982 | Frank Arnesen                      | 13   |
| 1982/1983 | Mario Kempes                       | 13   |
| 1983/1984 | Robert / Mario Kempes              | 8    |
| 1984/1985 | Wilmar Cabrera / Robert            | 11   |
| 1985/1986 | Wilmar Cabrera                     | 11   |
| 1986/1987 | Wilmar Cabrera                     | 12   |
| 1987/1988 | Fernando Gómez                     | 10   |
| 1988/1989 | Fernando Gómez                     | 14   |
| 1989/1990 | Liuboslav Pènev / Fernando Gómez   | 13   |
| 1990/1991 | Fernando Gómez                     | 10   |
| 1991/1992 | Liuboslav Pènev                    | 13   |
| 1992/1993 | Liuboslav Pènev                    | 20   |
| 1993/1994 | Predrag Mijatović                  | 16   |
| 1994/1995 | Predrag Mijatović                  | 12   |
| 1995/1996 | Predrag Mijatović                  | 28   |
| 1996/1997 | Goran Vlaović / Leandro Machado    | 8    |
| 1997/1998 | Claudio López / Adrian Ilie        | 12   |
| 1998/1999 | Claudio López                      | 21   |
| 1999/2000 | Gaizka Mendieta                    | 13   |
| 2000/2001 | Juan Sánchez                       | 12   |
| 2001/2002 | Rubén Baraja                       | 7    |
| 2002/2003 | John Carew / Aimar / Fábio Aurélio | 8    |
| 2003/2004 | Mista                              | 19   |
| 2004/2005 | Marco Di Vaio                      | 11   |
| 2005/2006 | David Villa                        | 25   |
| 2006/2007 | David Villa                        | 16   |
| 2007/2008 | David Villa                        | 18   |
| 2008/2009 | David Villa                        | 28   |
| 2009/2010 | David Villa                        | 21   |
| 2010/2011 | Roberto Soldado                    | 18   |
| 2011/2012 | Roberto Soldado                    | 17   |
| 2012/2013 | Roberto Soldado                    | 24   |
| 2013/2014 | Jonas Gonçalves                    | 10   |
| 2014/2015 | Daniel Parejo                      | 8    |
| 2015/2016 | Paco Alcácer                       | 13   |
| 2016/2017 | Munir / Santi Mina / Simone Zaza   | 6    |
| 2017/2018 | Rodrigo Moreno                     | 16   |
| 2018/2019 | Dani Parejo                        | 9    |
| 2019/2020 | Maxi Gómez                         | 9    |
| 2020/2021 | Carlos Soler                       | 11   |
| 2021/2022 | Carlos Soler / Gonçalo Guedes      | 11   |
| 2022/2023 | Samuel Lino / Justin Kluivert      | 6    |
| 2023/2024 | Hugo Duro                          | 13   |

### Fitxatges més cars de la història del club
| Posició | Jugadors           | Procedència              | Euros      | Any  |
| ------- | ------------------ | ------------------------ | ---------- | ---- |
| 1r      | Gonçalo Guedes     | Paris Saint-Germain      | 40.000.000 | 2018 |
| 2n      | Jasper Cillessen   | FC Barcelona             | 35.000.000 | 2019 |
| 3r      | Rodrigo Moreno     | SL Benfica               | 30.000.000 | 2015 |
| 4t      | Álvaro Negredo     | Manchester City FC       | 28.000.000 | 2015 |
| 5é      | Joaquín Sánchez    | Reial Betis              | 25.000.000 | 2006 |
| -       | Enzo Pérez         | SL Benfica               | 25.000.000 | 2015 |
| 7é      | Ezequiel Garay     | Zenit de Sant Petersburg | 24.000.000 | 2015 |
| 8é      | Aymen Abdennour    | AS Mónaco                | 22.000.000 | 2015 |
| -       | Geoffrey Kondogbia | Inter de Milà            | 22.000.000 | 2018 |
| 10é     | Pablo Aimar        | River Plate              | 21.250.000 | 2001 |
| 11é     | André Gomes        | SL Benfica               | 20.000.000 | 2015 |
| 12é     | Simone Zaza        | Juventus Football Club   | 18.000.000 | 2017 |
| -       | Manuel Fernandes   | SL Benfica               | 18.000.000 | 2007 |
| -       | Éver Banega        | Boca Juniors             | 18.000.000 | 2008 |
| 15é     | Stefano Fiore      | SS Lazio                 | 17.000.000 | 2004 |

- Dades extretes de Transfermakt

### Vendes més cares en la història del club
| Posició | Jugadors               | Destí                      | Euros      | Any  |
| ------- | ---------------------- | -------------------------- | ---------- | ---- |
| 1r      | Gaizka Mendieta        | SS Lazio                   | 48.000.000 | 2001 |
| 2n      | Nicolás Otamendi       | Manchester City FC         | 44.600.000 | 2015 |
| 3r      | Shkodran Mustafi       | Arsenal FC                 | 41.000.000 | 2016 |
| 4t      | João Cancelo           | Juventus FC                | 40.400.000 | 2018 |
| 5é      | David Villa            | FC Barcelona               | 40.000.000 | 2010 |
| 6é      | André Gomes            | FC Barcelona               | 35.000.000 | 2016 |
| 7é      | Ferran Torres          | Manchester City FC         | 33.500.000 | 2020 |
| 8é      | Gonçalo Guedes         | Wolverhampton Wanderers FC | 32.600.000 | 2022 |
| 9é      | Guiorgui Mamardaixvili | Liverpool FC               | 30.000.000 | 2024 |
| -       | Rodrigo Moreno         | Leeds United FC            | 30.000.000 | 2020 |
| -       | Roberto Soldado        | Tottenham Hotspur FC       | 30.000.000 | 2013 |
| -       | Paco Alcácer           | FC Barcelona               | 30.000.000 | 2016 |
| 13é     | David Silva            | Manchester City FC         | 28.750.000 | 2010 |
| 14é     | Juan Mata              | Chelsea FC                 | 26.700.000 | 2011 |
| 15é     | Neto                   | FC Barcelona               | 26.000.000 | 2019 |

- Dades extretes de Transfermarkt

## Temporades
- 1928-29: 2a Divisió 5è
- 1929-30: 2a Divisió 6è
- 1930-31: 2a Divisió 1r
- 1931-32: 1a Divisió 7è
- 1932-33: 1a Divisió 9è
- 1933-34: 1a Divisió 7è
- 1934-35: 1a Divisió 9è
- 1935-36: 1a Divisió 8è
- 1936-1939: Guerra Civil Espanyola
- 1939-40: 1a Divisió 8è
- 1940-41: 1a Divisió 3r
- 1941-42: 1a Divisió 1r
- 1942-43: 1r Divisió 7è
- 1943-44: 1r Divisió 1r
- 1944-45: 1r Divisió 5è
- 1945-46: 1a Divisió 6è
- 1946-47: 1r Divisió 1r
- 1947-48: 1r Divisió 2n
- 1948-49: 1r Divisió 2n
- 1949-50: 1a Divisió 3r
- 1950-51: 1a Divisió 3r
- 1951-52: 1r Divisió 5è
- 1952-53: 1r Divisió 2n
- 1953-54: 1a Divisió 3r
- 1954-55: 1r Divisió 5è
- 1955-56: 1a Divisió 6è
- 1956-57: 1a Divisió 11è
- 1957-58: 1a Divisió 4t
- 1958-59: 1a Divisió 4t
- 1959-60: 1a Divisió 9è
- 1960-61: 1a Divisió 5è
- 1961-62: 1a Divisió 7è
- 1962-63: 1a Divisió 7è
- 1963-64: 1a Divisió 6è
- 1964-65: 1a Divisió 4t
- 1965-66: 1a Divisió 9è
- 1966-67: 1a Divisió 6è
- 1967-68: 1a Divisió 4t
- 1968-69: 1a Divisió 5è
- 1969-70: 1a Divisió 5è
- 1970-71: 1a Divisió 1r
- 1971-72: 1a Divisió 2n
- 1972-73: 1a Divisió 6è
- 1973-74: 1a Divisió 10è
- 1974-75: 1a Divisió 12è
- 1975-76: 1a Divisió 10è
- 1976-77: 1a Divisió 7è
- 1977-78: 1a Divisió 4t
- 1978-79: 1a Divisió 7è
- 1979-80: 1a Divisió 6è
- 1980-81: 1a Divisió 4t
- 1981-82: 1a Divisió 5è
- 1982-83: 1a Divisió 15è
- 1983-84: 1a Divisió 12è
- 1984-85: 1a Divisió 9è
- 1985-86: 1a Divisió 16è
- 1986-87: 2a Divisió 1r
- 1987-88: 1a Divisió 14è
- 1988-89: 1a Divisió 3r
- 1989-90: 1a Divisió 2n
- 1990-91: 1a Divisió 7è
- 1991-92: 1a Divisió 4t
- 1992-93: 1a Divisió 4t
- 1993-94: 1a Divisió 7è
- 1994-95: 1a Divisió 10è
- 1995-96: 1a Divisió 2n
- 1996-97: 1a Divisió 10è
- 1997-98: 1a Divisió 9è
- 1998-99: 1a Divisió 4t
- 1999-00: 1a Divisió 3r
- 2000-01: 1a Divisió 5è
- 2001-02: 1a Divisió 1r
- 2002-03: 1a Divisió 5è
- 2003-04: 1a Divisió 1r
- 2004-05: 1a Divisió 7è
- 2005-06: 1a Divisió 3r
- 2006-07: 1a Divisió 4t
- 2007-08: 1a Divisió 10è
- 2008-09: 1a Divisió 6è
- 2009-10: 1a Divisió 3r
- 2010-11: 1a Divisió 3r
- 2011-12: 1a Divisió 3r
- 2012-13: 1a Divisió 5è
- 2013-14: 1a Divisió 8è
- 2014-15: 1a Divisió 4t
- 2015-16: 1a Divisió 12è
- 2016-17: 1a Divisió 12è
- 2017-18: 1a Divisió 4t
- 2018-19: 1a Divisió 4t
- 2019-20: 1a Divisió 9è
- 2020-21: 1a Divisió 13è
- 2021-22: 1a Divisió 9è
- 2022-23: 1a Divisió 15è
- 2023-24: 1a Divisió 9è

## Equip femení
Des de la temporada 2009-2010 el València té un equip de futbol femení en arribar a un acord amb el CD Col·legi Alemany de València perquè els equips femenins del Col·legi competeixin amb el nom de València Féminas CF.